# サジッタリオ (フリゲート)
サジッタリオ（イタリア語: Sagittario, F 565）は、イタリア海軍のルポ級フリゲート2番艦。艦名はいて座に由来する。

## 艦歴
「サジッタリオ」は、リウーニティ造船リヴァ・トリゴソ造船所で建造され1976年2月4日に起工、1977年6月22日に進水、1978年11月18日に就役する。
1990年代にSATCOM衛星通信装置やSPS-702 CORA水上レーダーなど電子兵装を中心に近代化改修工事が行なわれる。
2005年10月31日、ラ・スペツィアにてイタリア軍艦としての最後を迎える。

## FM-58 クイニョネス
クイニョネス（スペイン語: BAP Quiñónes, FM-58）。ペルー海軍ではカルバハル級フリゲートに分類され、8番艦となっている。艦名はペルー・エクアドル戦争において活躍しカミカゼ的戦死を遂げたホセ・クイニョネス・ゴンザレス（es:José Quiñones Gonzáles）空軍大佐に由来する。
ペルー海軍は1970年代から1980年代にかけて旧式化した艦艇の更新を目的としたカスティーリャ計画（Proyecto Castilla）を進めていた。この動向に対してイタリア海軍は同型艦を売却した実績から中古艦の売却交渉がすすめられていた。2005年に「F566 ペルセオ」と共に売却され、引渡しに備えての諸作業が進められる。2006年1月23日にフィンカンティエリの造船所においてペルー海軍に引き渡され「クイニョネス」と命名され近代化工事が始まる。2007年1月22日にペルーカヤオにおいて新たな任務に就く。